# Акопиара
Акопиара (порт. Acopiara) — муниципалитет в Бразилии, входит в штат Сеара. Составная часть мезорегиона Сертойнс-Сеаренсис. Входит в экономико-статистический микрорегион Сертан-ди-Сенадор-Помпеу. Население составляет 45 569 человек на 2006 год. Занимает площадь 2 265,316 км². Плотность населения — 20,1 чел./км².

## История
Город основан 28 сентября 1921 года.

## Статистика
- Валовой внутренний продукт на 2003 составляет 80 861 353,00 реалов (данные: Бразильский институт географии и статистики).
- Валовой внутренний продукт на душу населения на 2003 составляет 1746,92 реалов (данные: Бразильский институт географии и статистики).
- Индекс развития человеческого потенциала на 2000 составляет 0,597 (данные: Программа развития ООН).